# Rue Balny-d'Avricourt
La rue Balny-d'Avricourt est une voie située dans le quartier de la Plaine-de-Monceaux du 17e arrondissement de Paris.

## Situation et accès
La rue Balny-d'Avricourt est desservie par la ligne 3 à la station Pereire.

## Origine du nom
Cette voie porte le nom de l'officier de marine Adrien-Paul Balny d'Avricourt (1849-1873).

## Historique
Cette rue ouverte en 1903 reçoit sa dénomination actuelle par arrêté du 6 novembre 1905.

## Bâtiments remarquables et lieux de mémoire
- No 4 : le footballeur et gestapiste Alexandre Villaplane y vécut en 1944, dans un appartement du sixième étage[2]